# Heraclia schoutendeni
Heraclia schoutendeni là một loài bướm đêm trong họ Noctuidae.